# Attack on a China Mission
Attack on a China Mission ist ein kurzer, britischer Stummfilm aus dem Jahre 1900 von James Williamson. Er war eine direkte Reaktion auf Vorgänge, die während des Boxeraufstandes in China stattfanden. Der Film gilt als Urvater des bewegungsintensiven Action-, Abenteuer- und Wildwestfilms.

## Handlung
China im Jahre 1900. Die europäisch-amerikanischen Kolonialherren werden von chinesischen Aufständischen, den so genannten Boxern, angegriffen. In den lediglich vier Minuten der Handlung erscheinen einige Boxer an den Pforten einer westlichen Missionsstation. Sie brechen das Tor auf und dringen auf das Gelände vor. Dort kommt es zu Kampfhandlungen zwischen den Eindringlingen und den Missionsverteidigern. Der Missionar wird bei den Kämpfen getötet, auf dem Balkon winkt eine Frau hilfesuchend mit einem weißen Taschentuch. Dieses Zeichen wird von britischen Matrosen gesichtet, die daraufhin unter der Führung eines attraktiven Reiteroffiziers in Richtung Mission vorpreschen. Das Gelände wird erreicht, als die Boxer das Missionsgebäude anzünden und die Tochter des toten Missionars an sich reißen. Der britische Offizier kann die Tochter den Chinesen wieder entreißen, zieht sie auf sein Pferd hoch und prescht mit ihr davon, in Sicherheit. Währenddessen stürmen die englischen Matrosen vorwärts, spießen einige Chinesen auf und säubern das Schlachtfeld. Die Missionarsgattin wird von drei akrobatischen Männern aus der Feuersbrunst, die das Gebäude erfasst hat, gerettet.

## Produktionsnotizen
Attack on a China Mission wurde am 17. November 1900 im Rathaus von Hove uraufgeführt. Ob es auch eine deutsche Aufführung gab, ist unbekannt.
Die Hauptdarsteller entstammten mutmaßlich der Familie Williamson.

## Rezeption
Reclams Filmführer schrieb zu Attack on a Chinese Mission: „Seine Bedeutung gewinnt [der Film] dadurch, daß er Ansätze zu einer wirklich filmischen Erzählweise zeigt. Zwar spielt sich die Handlung noch in der Totalen ab; aber die vier Szenen sind geschickt miteinander verbunden, und es gibt hier bereits einen durchaus filmischen Wechsel in der Erzähl-Perspektive.“
Sadouls Geschichte der Filmkunst befand: „Genau besehen ist dieser Streifen keine „rekonstruierte Aktualität“ mehr. Williamson ließ sich von zeitgenössischen Ereignissen inspirieren, aber äußerst frei. (…) Dieser Stil, der Punkt für Punkt demjenigen Méliès’ entgegengesetzt ist, öffnete den großen Abenteuerfilmen den Weg, vor allem den Wildwestfilmen. (…) Attack on a China Mission wird dadurch zum Vorläufer eines Tom Mix mit seinen prächtigen Ritten und der Meisterwerke Griffiths, einschließlich Intolerance“.
In Jerzy Toeplitz 1895–1928 „Geschichte des Films“ ist zu lesen: „Williamson … bediente sich im Angriff auf eine China-Mission der Reportagetechnik, teilte aber die Erzählung (nach dem Vorbild vom Méliès) nicht in einzelne Bilder auf, die in ihrer Komposition an Theaterszenen erinnern. (…) Die Kamera verließ den Schauplatz, noch bevor die Handlung dort abgeschlossen war, und nahmst an einem anderen Ort wieder auf. Der Einstellungswechsel vermittelte ein völlig neues Raum- und Zeitgefühl. Als Verbindungsglied fungierte die Montage. (…) . Der Handlungswechsel von einem Ort zum anderen, die Außenaufnahmen, das lebhafte Tempo der Aktionen, die Bewegung der Personen auf den Apparat zu und vom Apparat weg – all das sind charakteristische Merkmale des Films Angriff auf eine China-Mission – des Urmodells vieler Sensationsfilme“.